# Carlos Góes
Carlos Góes (Rio de Janeiro, 10 de outubro de 1881, Rio de Janeiro, 21 de maio de 1934) foi escritor, professor e promotor brasileiro. (Imagem em bico de pena)

## Biografia
Carlos Fernandes Góes nasceu no Rio de Janeiro (RJ) em 1881 e casou-se com Olga de Abreu Góes naquela cidade. Cursou Humanidades no Colégio Abílio e Externato Aquino, formando-se em Direito pela Faculdade do Estado de Minas Gerais. e trabalhou como promotor de justiça e professor do Lyceu Municipal de Muzambinho (atual Colégio Estadual de Muzambinho). A mudança para Minas se deveu supostamente para melhorar sua saúde. Foi um dos dezoito membros fundadores convidados da Academia Mineira de Letras (AML) em 1909 (cadeira número 11), ainda na cidade de Juiz de Fora, escolhendo como patrono Frei José de Santa Rita Durão. Com a mudança da Academia para Belo Horizonte, se mudou também para aquela cidade, lecionando português no externato Gymnásio Mineiro (atual Escola Estadual Governador Milton Campos, ou Estadual Central). Chegou a ser presidente da AML. Também trabalhou na Liga Brasileira contra o Analfabetismo em Minas Gerais enquanto lecionava.
Como autor, Carlos Góes teve grande produção de livros didáticos, principalmente de português, utilizados em diversos colégios secundaristas. Chegou até ser citado no poema Aula de Português abaixo, de Carlos Drummond de Andrade, o qual estudou por seus livros. Curiosamente, Carlos Góes, durante entrevista como presidente da AML, citou Drummond como um dos talentos promissores da “nova geração literária de Minas”.

(...)

Professor Carlos Góes, ele é quem sabe,

e vai desmatando

o amazonas de minha ignorância.

Figuras de gramática, equipáticas,

atropelam-me, aturdem-me, sequestram-me.

(...)

Carlos Drummond de Andrade, Boitempo
Henriqueta Lisboa foi outra escritora mineira influenciada por Carlos Góes, pois seu livro Histórias da Terra Mineira a inspiraria a escrever a obra Madrinha Lua, publicada em 1952. A escritora também chegou a compor a AML, ocupando a cadeira 26.
Carlos Góes também foi membro do Instituto Histórico e Geográfico de Minas Gerais, participou de comissão do Instituto Histórico e Geográfico Brasileiro e foi sócio correspondente do Instituto Histórico e Geográfico de São Paulo e da Sociedade Brasileira de Autores Teatrais.
No final de sua vida, se mudou para Petrópolis, RJ. Devido a complicações de saúde, faleceu pouco tempo depois em janeiro de 1935 no Rio de Janeiro, onde foi se tratar.
Ele teria sido nomeado membro da Academia Petropolitana de Letras (cadeira número 38), tomando posse em 10 de setembro de 1933. Entretanto, publicação da mesma Academia consta somente que ele "pertenceu ao seu quadro social", conforme relato da sua sessão solene ocorrida em 17 de fevereiro de 1935. Foi candidato à cadeira 26 da Academia Brasileira de Letras, perdendo para Ribeiro Couto.

## Obras

### Didáticas
- Grammatica Morphologia
- Gramática da língua portuguêsa: para o ensino médio (com Hebert Palhano) (1965)
- Grammatica expositiva primária
- Diccionario de affixos e desinencias (1930)
- Diccionario de gallicismos (1920)
- Diccionario de raizes e cognatos da lingua portuguesa (1921)
- Syntaxe de construção
- Syntaxe de regencia
- Syntaxe de concordancia
- Methodo de analyse (lexica e logica): ou Syntaxe das relações
- Método de redação: com vocabulário e gramática aplicada.
- Lingua Patria
- Orthographia, Dictado, Pontuação e Crase
- Geographia
- Historia do Brasil
- Arithmetica
- Geometria e Dezenho
- Noções e de Cousas
- Sciencias Physicas e Naturaes
- Instrucção Moral e Civica
- Pontos de história do Brasil: 2º, 3º E 4º anno. (1924)
- Pontos de instrucção moral e civica: (educação e urbanidade)
- Pontos de sciencias naturaes e hygiene (1929)
- Exames de admissão: ao collegio Pedro II e Gymnasios Equiparados (1927)

### Hinos
- Carlos Góes e seu irmão Custódio Fernandes Góes, professor de piano do Instituto Nacional de Música, escreveram e compuseram as letras de diversos hinos, normalmente com Custódio compondo a música e Carlos escrevendo a letra. Alguns hinos, pelas características da época, exaltavam personalidades nacionais do inicio da república, como por exemplo o Hino a Deodoro (para o Marechal Deodoro da Fonseca), Hino a Rio Branco (Barão do Rio Branco) e Hino a Benjamin Constant (para Benjamin Constant).[12] Também compuseram as seguintes propostas de hinos: Hino ao Estado do Rio de Janeiro, Hino a Estácio de Sá (oferecido à cidade do Rio de Janeiro), Hino à Inconfidência e Hino aos Bombeiros. Todos eles foram editados pelas Edições Bevilacqua, da Casa Bevilacqua.[12]

### História e Folclore
- Histórias da Terra Mineira
- Mil quadras populares brasileiras (contribuição ao folk-lore)

### Poesia
- Crótalos
- Cythara

### Teatro
- Theatro (1911)
- Theatro das creanças
- Theatro civico escolar (contém as obras Innocencia, O governador das esmeraldas e Cythara) (1923)
- Innocencia: peça de costumes do interior em cinco actos, adaptação teatral da obra de mesmo nome do Visconde de Taunay (1915)[13]
- O Governador das Esmeraldas (sobre Fernão Dias Pais Leme)

### Diversas
- Presidente Antonio Carlos: Polyanthéa (com Noraldino de Lima, Francisco Lins, Abílio Barreto e Arduino Bolívar) (1927)
- Elogio de Santa Rita Durão (folhetos, 1986)
- Papá, Mamã no livro Paladinos da Linguagem,[14] transcrito aqui e aqui.
- Vários textos publicados em jornais da época, como O Pharol, Monitor Mineiro, além da Revista de Philologia e de História
- O capote do guarda (obra coletiva publicada em Belo Horizonte no início dos anos 1920)[15]